# Saphanodes lujae
Saphanodes lujae är en skalbaggsart som beskrevs av Hintz 1913. Saphanodes lujae ingår i släktet Saphanodes och familjen långhorningar. Inga underarter finns listade i Catalogue of Life.